# Górzyn (gromada w powiecie wołowskim)
Górzyn – dawna gromada, czyli najmniejsza jednostka podziału terytorialnego Polskiej Rzeczypospolitej Ludowej w latach 1954–1972.
Gromady, z gromadzkimi radami narodowymi (GRN) jako organami władzy najniższego stopnia na wsi, funkcjonowały od reformy reorganizującej administrację wiejską przeprowadzonej jesienią 1954 do momentu ich zniesienia z dniem 1 stycznia 1973, tym samym wypierając organizację gminną w latach 1954–1972.
Gromadę Górzyn z siedzibą GRN w Górzynie utworzono – jako jedną z 8759 gromad na obszarze Polski – w powiecie wołowskim w woj. wrocławskim, na mocy uchwały nr 31/54 WRN we Wrocławiu z dnia 2 października 1954. W skład jednostki weszły obszary dotychczasowych gromad Górzyn i Wądroże, ponadto przysiółek Ciechlowice z dotychczasowej gromady Buszkowice oraz przysiółek Miłogoszcz z dotychczasowej gromady Wysokie – ze zniesionej gminy Chobienia w tymże powiecie. Dla gromady ustalono 12 członków gromadzkiej rady narodowej.
1 stycznia 1960 gromadę zniesiono, a jej obszar włączono do gromad: Chobienia (wsie Górzyn, Ciechlowice, Olszany i Miłogoszcz) i Tymowa (wsie Wądroże, Kliszów i Radomiłów)  w tymże powiecie.